# Вектор нагоре
Вектор нагоре (енгл. up vector) је у тродимензионој рачунарској графици јединични вектор који означава шта се налази „горе“ у односу на посматрача неке сцене. Иако то у општем случају не важи, по правилу се код тродимензионих рачунарских игара овај вектор може сматрати непомичним у односу на монитор тј. његов смер је одређен негативним смером кретања по y-координатама пиксела, као на слици десно.
Уколико је матрица трансформације једнака јединичној матрици, онда ће овај вектор имати координате (0,1,0), док се његове координате у виртуелном простору увек могу добити множењем тих почетних координата са тренутном матрицом трансформације и нормирањем.